# General Praporgescu, Tulcea
General Praporgescu (bulgară Яйла/Iaila) este un sat în comuna Cerna din județul Tulcea, Dobrogea, România. Se află în partea de vest a județului, la poalele nordice ale podișului Babadagului.